# Sphedamnocarpus perrieri
Sphedamnocarpus perrieri är en tvåhjärtbladig växtart som beskrevs av Arenes. Sphedamnocarpus perrieri ingår i släktet Sphedamnocarpus och familjen Malpighiaceae. Inga underarter finns listade i Catalogue of Life.